# خاویر بتل
خاویر بِتِل (به لوکزامبورگی: Xavier Bettel) (زادهٔ ۳ مارس ۱۹۷۳)سیاستمدار اهل لوکزامبورگ است که از نوامبر ٢٠٢٣ به عنوان معاون نخست‌وزیر لوکزامبورگ خدمت می‌کند. بتل نخست‌وزیر پیشین لوکزامبورگ است. او از حزب دموکراتیک این کشور است که در سال ۲۰۱۳ و پس از نوزده سال نخست‌وزیری ژان-کلود یونکر براب نخست‌وزیری انتخاب شد و تا نوامبر ۲۰۲۳ در این سمت خدمت کرد. وی در همان روز معاون نخست‌وزیر جدید شد. بتل مدتی نیز شهردار شهر لوکزامبورگ بود.

## زندگی شخصی
بتل نخستین نخست‌وزیر آشکارا همجنس‌گرای لوکزامبورگ و سومین نخست‌وزیر همجنس‌گرای اروپا پس از یوهانا سیگورداردوتیر (نخست‌وزیر پیشین ایسلند) و الیو دی روپو (نخست‌وزیر بلژیک) است.
وی در تاریخ ۱۵ مه ۲۰۱۵ به صورت رسمی با شریک زندگی‌اش، گوتیه دستنای، ازدواج کرد.